# لوث سیپریوتا
لوث سیپریوتا (اسپانیایی: Luz Cipriota‎؛ ‏ ۶ سپتامبر ۱۹۸۵) بازیگر اهل آرژانتین بود. وی از سال ۲۰۰۶ میلادی تاکنون مشغول فعالیت بوده‌است.
از فیلم‌ها یا برنامه‌های تلویزیونی که وی در آن نقش داشته‌است، می‌توان به الیت و طبیعت بی‌جان اشاره کرد.